# 安氏角魴鮄
安氏角魴鮄，為輻鰭魚綱鮋形目牛尾魚亞目角魚科的其中一種，分布於西太平洋區，包括澳洲、新喀里多尼亞、紐西蘭海域，棲息深度90-500公尺，體長可達38公分，為底棲性魚類，生活在大陸棚及大陸坡，屬肉食性，可做為食用魚。

## 擴展閱讀
維基物種上的相關：安氏角魴鮄